# お母さんの最後の一日
『ドラマスペシャル お母さんの最後の一日』（-おかあさんのさいごのいちにち）は、テレビ朝日系列で、2010年9月11日の21:00 - 23:06（JST）に放送されたテレビドラマの特別番組である。視聴率10.9%。
三姉妹と、末期がんに倒れた母親との家族愛を描いている。
本編直前の20:58 - 21:00には、「今夜のスペシャルドラマ」と題し、本編の見どころを紹介したミニ番組も放送した。

## キャスト
- 有村琴子（長女） - 常盤貴子
- 有村聡子（次女） - 京野ことみ
- 有村桃子（三女） - 吹石一恵
- 有村弘文（父） - 橋爪功
- 有村凛子（母） - 倍賞美津子
- 橘美由紀（凛子の担当看護婦） - 原沙知絵
- 羽山浩人（凛子の担当医） - 田辺誠一
- 渡辺信之（聡子の恋人） - 細田よしひこ
- 水野正一（琴子の夫） - 葛山信吾
- 高木仁志 - 夏八木勲
- 橘佳子（美由紀の母） - キムラ緑子
- 鈴木修平 - 佐伯新
- その他 - 浅田祐二、大林菜穂子、まつむら眞弓、宮嶋麻衣、川村伸彦、大石彩未、鈴川法子、後藤凧彩、花田優里音、福田真也、大谷奈津江、加藤崇、松場優樹

## スタッフ
- 脚本 - 北川悦吏子
- 監督 - 新城毅彦
- 主題歌 - スピッツ「楓」
- 音楽 - 梅堀淳
- 録音 - 松陰信彦
- ミュージックエディター - 小西善行
- VFX - キルアフィルム
- プロデュース - 三輪祐見子、河瀬光
- チーフプロデューサー - 五十嵐文郎
- プロダクション協力 - 東映太秦映画村
- 製作著作 - テレビ朝日・東映